# Fendt Favorit 12 S
Der Fendt Favorit 12 S ist ein Traktor der Schlepper- und Maschinenfabrik Xaver Fendt & Co. aus Marktoberdorf, der zwischen 1970 und 1971 produziert wurde. Er war Anfang der 1970er Jahre der stärkste Traktor im Programm des Herstellers und wurde nur mit Allradantrieb gebaut.
Der Traktor wurde 1970 auf der 51. DLG-Ausstellung erstmals präsentiert und übertraf das bisherige Spitzenmodell Favorit 4 SA mit 90 PS. Der Preis für die Basisversion des Favorit 12 S lag bei 43.890 DM, was im Vergleich zu anderen Traktoren dieser Zeit als hoch galt. Dies erklärt auch die relativ geringen Verkaufszahlen. Insgesamt wurden von dem Modell nur 195 Stück produziert.

## Technische Merkmale
Der Traktor hat einen wassergekühlten Sechszylindermotor von MWM mit einer Leistung von 105 PS und einem Hubraum von 6,2 Litern. Die Kraft wird über ein fein abgestuftes Synchrongetriebe mit 16 Vorwärts- und 8 Rückwärtsgängen übertragen. Wahlweise wurde ein Superkriechganggetriebe mit 20 Vorwärts- und 10 Rückwärtsgänge angeboten. Der Traktor hat eine Einscheiben-Trockenkupplung von Fichtel & Sachs sowie eine Turbomatik, die schnelles und ruckfreies Anfahren ermöglicht.
Der Traktor ist 4382 mm lang, 2300 mm breit und 2570 mm hoch. Der Radstand beträgt 2617 mm; die Spurweite liegt vorn und hinten zwischen 1700 und 1840 mm. Das Leergewicht des Traktors beträgt 4590 kg und die Höchstgeschwindigkeit liegt bei 27 km/h.
Serienmäßig hat der Fendt Favorit 12 S einen Dreipunkt-Kraftheber, der durch drei Zylinder eine maximale Hubkraft von fast 4,5 Tonnen erreicht. Ein besonderes Merkmal des Traktors ist die damals neuartige hydrostatische Lenkung ohne mechanisches Gestänge, die auch bei einem stillstehenden Motor funktioniert.